# Smådrongo
Smådrongo (Dicrurus sharpei) är en afrikansk tätting i familjen drongor.

## Utseende och läte
Smådrongo är en liten helsvart drongo med relativt kort tvärt avskuren stjärt. Bland lätena hörs hårda och hexza "rahr!", visslande "wu-it wu-it!" och en rad andra både hårda och bubblande ljud, ofta avgivna i duett.

## Utbredning och systematik
Smådrongo delas idag in i två underarter med följande utbredning:
- Dicrurus sharpei occidentalis – förekommer från Senegal till Nigeria (väster om Nigerfloden)
- Dicrurus sharpei sharpei – förekommer från norra och sydöstra Demokratiska republiken Kongo, Uganda, södra Sudan och västra Kenya till nordvästra Angola och Nigeria öster om Nigerfloden och söder om Benuefloden.[3]

Nominatformen sharpei kategoriserades tidigare som del av tvärstjärtad drongo (D. ludwigii), men urskildes som egen art efter genetiska studier. Även occidentalis behandlades som del av tvärstjärtad drongo och urskildes som egen art, "västafrikansk drongo". Senare studier har dock visat att den uppvisar inga större skillnader i vare sig läten eller utseende från sharpei och inkluderas därför i smådrongon.

## Levnadssätt
Smådrongo förekommer i skog eller skogsbryn. Där ses den sitta upprätt högt upp nära öppna områden.

## Status
Arten har ett stort utbredningsområde och internationella naturvårdsunionen IUCN kategoriserar arten som livskraftig. Beståndsutvecklingen är dock oklar.

## Namn
Fågelns vetenskapliga artnamn hedrar Richard Bowdler Sharpe (1847-1909), brittisk ornitolog vid British Museum of Natural History 1872-1909. Tidigare kallades den sharpedrongo även på svenska, men justerades 2023 till ett enklare och mer informativt namn av BirdLife Sveriges taxonomikommitté.